# Magnus Vahlquist
Alf Magnus Vahlquist, född den 24 maj 1938 i Motala, är en svensk diplomat.
Vahlquist avlade filosofie kandidatexamen vid Uppsala  universitet 1960. Han blev attaché vid Utrikesdepartementet 1962, tjänstgjorde i Moskva 1963–1964, i Peking 1965–1967, i Genève 1972–1976, var kabinettschef i Europeiska frihandelssammanslutningen 1976–1978, biträdande generalsekreterare där 1978–1982, departementsråd vid Utrikesdepartementet 1982–1986, vice verkställande direktör i Sveriges exportråd 1986–1992, ambassadör i Tokyo 1992–1997 och i Oslo 1997–2001. Vahlquist var överceremonimästare vid hovstaterna 2005–2011. Han har varit ordförande i Vadstena-Akademiens Vänner och i Scandinavia-Japan Sasakawa Foundation.